# Вегетососудистая дистония
Вегетососу́дистая дистони́я, ве́гето-сосу́дистая дистони́я (ВСД), синдром вегетати́вной дисфу́нкции, нейроциркулято́рная дистони́я, ве́гетоневро́з, соматофо́рмная дисфу́нкция вегетати́вной не́рвной систе́мы (в МКБ-10) — полиэтиологический синдром, характеризуемый дисфункцией вегетативной нервной системы. Представляет собой комплекс симптомов, включающий в себя многообразные клинические проявления самых разных заболеваний и расстройств.
Термин «вегетососудистая дистония» предложил академик медицинских наук СССР Н. Н. Савицкий в конце 1950-х годов. 

## Вегетососудистая дистония и более корректные диагнозы

### Причины вегетативных расстройств
Обычно вегетативные нарушения, относимые к понятию вегетососудистой дистонии, вторичны и возникают на фоне психических расстройств или соматических заболеваний, при органическом поражении ЦНС, вследствие гормональных сдвигов в подростковом возрасте и др. В ряде случаев вегетативные расстройства могут быть составной частью эндокринных нарушений, гипертонической болезни, хронической ишемической болезни сердца, проявлением миокардита, коронарной болезни сердца, анемии, системной красной волчанки, неврологических расстройств и т. д.. В случаях же, когда такие вегетативные нарушения вторичны по отношению к психическим расстройствам, они могут встречаться в рамках соматоформных (в том числе соматоформная дисфункция вегетативной нервной системы), тревожных (в том числе паническое расстройство) и депрессивных расстройств.
Зарубежные врачи не используют диагноз «вегетативно-сосудистая дистония», а предпочитают обозначать его в зависимости от лежащих в основе расстройств, «генерализованное тревожное расстройство», «соматоформное расстройство», «паническое расстройство» и пр.

### Вегетососудистая дистония и Международная классификация болезней
Термин «вегетососудистая дистония» отсутствует в Международной классификации болезней, принятой Всемирной организацией здравоохранения, однако есть диагнозы, близкие к нему.
Более корректным названием для части психических расстройств, относимых к ВСД, является название «соматоформная вегетативная дисфункция нервной системы» (диагноз соматоформной вегетативной дисфункции нервной системы присутствует в Международной классификации болезней (МКБ), в МКБ-10 он идёт под кодом F45.3 и относится к невротическим, связанным со стрессом и соматоформным расстройствам).
Более корректным названием для части неврологических расстройств, относимых к ВСД, являются следующие диагнозы из Международной классификации болезней:
- G90.8 — другие расстройства вегетативной [автономной] нервной системы;
- G90.9 — расстройство вегетативной [автономной] нервной системы; неуточнённое.

## Ошибки диагностики
Частое употребление термина «вегетососудистая дистония» терапевтами, кардиологами и неврологами связано с тем, что такие синдромальные диагнозы удобны, позволяя не затрачивать время на диагностический поиск конкретных причин расстройства; другой причиной частого применения термина является медленная перестройка сложившихся стереотипов клинического мышления. Близок по смыслу к термину «вегетососудистая дистония» термин «нейроциркуляторная дистония», который также отсутствует в Международной классификации болезней и также широко используется терапевтами, кардиологами и неврологами. Де-факто диагноз ВСД в странах СНГ ставится часто в детстве, без консультации психиатра.
Постановке диагнозов «вегетососудистая дистония» и «нейроциркуляторная дистония» нередко сопутствуют неподходящие и неэффективные меры лечения, что ухудшает прогноз болезни и качество жизни пациентов.

## Симптомы
Для вегетососудистой дистонии характерны самые различные проявления, имитирующие симптоматику разных заболеваний. Могут возникать симптомы со стороны нервной системы, сердечно-сосудистой, дыхательной, мочеполовой системы, желудочно-кишечного тракта, терморегуляции, потоотделения. Возможны такие общевегетативные симптомы, как слегка повышенная температура, астения, вегетативные пароксизмы, мышечно-тонические расстройства, синдром крампи, болезненное напряжение мышц, парестезии, ощущение онемения, зуда, жжения в различных частях тела, беспокойство, тревожность, раздражительность, повышенная или пониженная потливость. Может наблюдаться смена одних симптомов другими, часто встречаются случаи коморбидности разных функциональных синдромов. У части пациентов наблюдаются боли в различных участках тела.
Ведущим по частоте и значимости симптомом ВСД является головная боль, нередко представляющая собой основное проявление этого расстройства.

## Лечение
Лечение расстройств, объединяемых понятием «вегетососудистая дистония», должно зависеть от причин, вызвавших вегетативную дисфункцию (будь то соматическое заболевание или психическое расстройство).
Кроме того, могут рекомендоваться постоянные умеренные физические нагрузки, укрепляющие сердечно-сосудистую систему, но не приводящие к физическому стрессу, и избегание стрессовых ситуаций, приводящих к эмоциональному стрессу.

## Статистические данные
В России в 2011 году зафиксировано у мальчиков в возрасте от 12 до 18 лет 1037 случаев заболевания, у девочек в возрасте от 12 до 18 лет — 1150 случаев заболевания. На 2016 год показатели заболевания в России увеличились вдвое. Данные взяты из семинарского курса физиолога Святослава Медведева.
Диагноз ВСД всё чаще ставится в России с каждым годом, выраженных случаев заболевания, по данным Святослава Медведева, всё больше и больше. Статистические данные приведены в таблице ниже:
| за 2011 год | за 2012 год | за 2013 год | за 2014 год | за 2015 год | за 2016 год |
| 1037ч       | 1193ч       | 1349ч       | 1505ч       | 1661ч       | 1817ч       |
| 1150ч       | 1444ч       | 1738ч       | 2032ч       | 2326ч       | 2620ч       |